# Rooster Rock State Park
Der Rooster Rock State Park ist ein State Park im Multnomah County im US-Bundesstaat Oregon. Der Park befindet sich unterhalb des Aussichtspunkts Crown Point, in unmittelbarer Nähe befinden sich am Historic Columbia River Highway der Guy W. Talbot State Park und der Shepperd’s Dell State Park.

## Geographie
Der 353 ha große Park besteht aus einem fast 5 km langen Uferstreifen entlang des Columbia River. Dem Park vorgelagert ist die Insel Sand Island. Am westlichen Ende befindet sich der namensgebende Rooster Rock, ein 60 m hoher säulenartiger Basaltturm. Der isoliert stehende Rooster Rock stammt vermutlich aus einem Erdrutsch aus dem Berg westlich des Crown Points, an dem die Abbruchkante heute noch erkennbar ist. Weil der Fels aus sehr hartem Gestein besteht, widerstand er Erosion und Verwitterung und steht noch heute.

## Touristische Einrichtungen
Der Park ist ein beliebtes Tagesausflugsziel, der Besuch ist gebührenpflichtig. Der Park verfügt über zwei Badestrände, bekannt ist er für den östlich gelegenen Nacktbadestrand. Weiterhin sind Picknickplätze und zwei Discgolf-Plätze vorhanden. Der Park verfügt über eine Bootsrampe, es besteht die Möglichkeiten, auf Barsche, Zander und Regenbogenforellen zu angeln. Der Park ist beliebt bei Windsurfern, die Geschwindigkeit des wegen der Columbia River Gorge häufig östlichen Winds beträgt oft 40 bis 65 km/h. Im Winter wurden am Rooster Rock Windgeschwindigkeiten von 177 km/h gemessen. Am östlichen Ende des Parks beginnt der über 3 km lange Volkswalk-Trail entlang des Columbia River, der von mächtigen Eichen und Ahornbäumen gesäumt ist.

## Geschichte
Die Lewis-und-Clark-Expedition lagerte vom 31. Oktober bis zum 2. November 1805 am Rooster Rock. Schon in der Sprache der Chinook wurde der Monolith wegen seiner Phallusform iwash genannt, was Penis bedeutet. Von den Pionieren des 19. Jahrhunderts wurde der Felsen Cock Rock genannt. Da dieser umgangssprachlicher Begriff für Penis jedoch auch Hahn bedeutet, wurde der Felsen später nach einem anderen Wort für Hahn in Rooster Rock umbenannt. Das Parkgebiet wurde zwischen 1937 und 1985 von privaten Landbesitzern erworben, um der Bevölkerung freien Zugang zum Flussufer zu ermöglichen, allerdings ermöglichte erst der Bau der Interstate 84 in den 1950er Jahren die Erschließung des Parks.